# Liste der Biografien/Sap
Liste der Biografien |
Portal Biografien |
Personensuche
# |
A |
B |
C |
D |
E |
F |
G |
H |
I |
J |
K |
L |
M |
N |
O |
P |
Q |
R |
S |
T |
U |
V |
W |
X |
Y |
Z |
?
 
Sa |
Sb |
Sc |
Sd |
Se |
Sf |
Sg |
Sh |
Si |
Sj |
Sk |
Sl |
Sm |
Sn |
So |
Sp |
Sq |
Sr |
Ss |
St |
Su |
Sv |
Sw |
Sy |
Sz
 
Saa |
Sab |
Sac |
Sad |
Sae |
Saf |
Sag |
Sah |
Sai |
Saj |
Sak |
Sal |
Sam |
San |
Sao |
Sap |
Saq |
Sar |
Sas |
Sat |
Sau |
Sav |
Saw |
Sax |
Say |
Saz
Die Liste der Biografien führt alle Personen auf, die in der deutschsprachigen Wikipedia einen Artikel haben. Dieses ist eine Teilliste mit 156 Einträgen von Personen, deren Namen mit den Buchstaben „Sap“ beginnt.

## Sap
- Sap, Jolande (* 1963), niederländische Ökonom und Politikerin

### Sapa
- Sapa, Marcin (* 1976), polnischer Radrennfahrer
- Sapadbizes, baktrischer König
- Sapandowski, August (1882–1945), deutscher Malermeister und Judenretter
- Sapani, Danny (* 1970), britischer Schauspieler
- Sapara, Marek (* 1982), slowakischer Fußballspieler
- Saparbaeva, Asal (* 1994), usbekische Kunstturnerin
- Saparbajew, Berdibek (1953–2023), kasachischer Politiker
- Saparin, Wiktor Stepanowitsch (1905–1970), sowjetischer Science-Fiction-Autor
- Saparina, Jelena Wiktorowna (* 1931), russische Schriftstellerin, Journalistin und Autorin populärwissenschaftlicher Werke
- Saparlyýew, Hydyr (* 1958), turkmenischer Politiker
- Šaparnis, Stasys (* 1939), sowjetischer Pentathlet
- Saparow, Aidarbek (* 1966), kasachischer Politiker
- Sapatka-Hartmann, Else (1872–1945), Malerin und Kunstgewerblerin

### Sape
- Sapeck, Arthur (1854–1891), französischer Illustrator
- Sapega, Sofja Andrejewna (* 1998), russische StudentinSofja Andrejewna Sapega (* 1998)

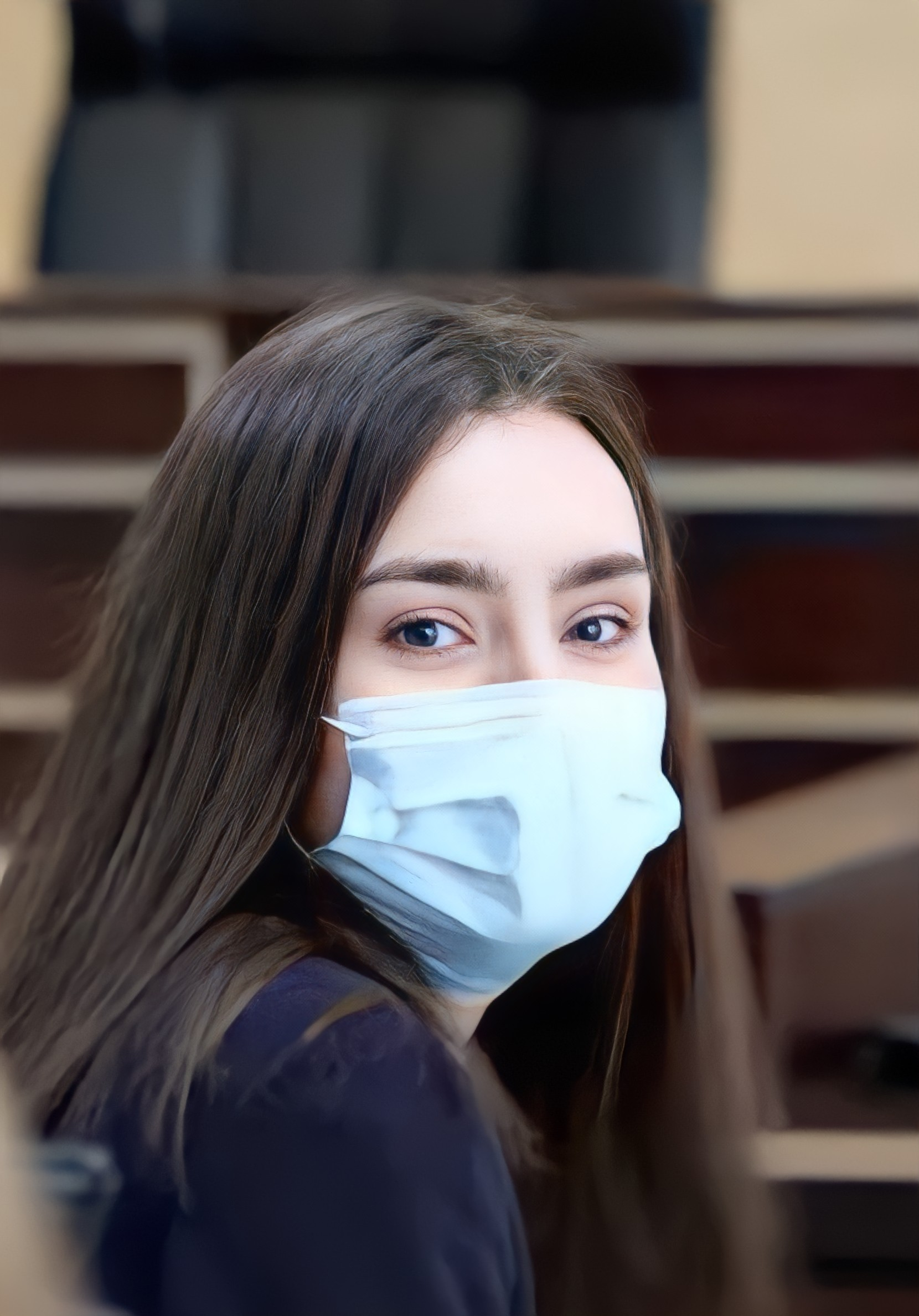
Sofja Andrejewna Sapega (* 1998)

- Sapegno, Natalino (1901–1990), italienischer Romanist, Italianist und Literaturwissenschaftler
- Sapelak, Andrés (1919–2017), polnischer Geistlicher, ukrainisch-katholischer Bischof von Argentinien
- Sapelli, Jorge (1926–1996), uruguayischer Politiker
- Sapelnikow, Wassili Lwowitsch (1867–1941), russischer Komponist
- Sapenko, Andrey (* 1987), usbekischer Fußballschiedsrichterassistent
- Sapenter, Debra (* 1952), US-amerikanische Sprinterin
- Saper, Clifford B., US-amerikanischer Neurologe und Neurowissenschaftler
- Saper, Rory J. (* 1996), englischer Schauspieler
- Šaper, Srđan (* 1958), serbischer Musiker und Politiker
- Sapergia, Cody, kanadischer Westernreiter
- Sapergia, Shawna, kanadische Westernreiterin
- Sapergia, Terry-Lee, kanadische Westernreiterin
- Sapergia, Vernon (* 1946), kanadischer Westernreiter
- Saperstein, Abe (1902–1966), US-amerikanischer Unternehmer und Basketballmanager
- Saperstein, Henry G. (1918–1998), US-amerikanischer Filmproduzent
- Sapeta, Alexander Sergejewitsch (* 1989), russischer Fußballspieler
- Sapeto, Giuseppe (1811–1895), italienischer Missionar und Agent

### Saph
- Saphan, LinDa (* 1975), kambodschanische Künstlerin und Sozialanthropologin
- Saphir, Adolph (1831–1891), britischer presbyterianischer Geistlicher
- Saphir, Jacob (1822–1886), Rabbiner und Reisender rumänischer Abstammung
- Saphir, Moritz Gottlieb (1795–1858), österreichischer Schriftsteller
- Sapho (* 1950), französische Sängerin und Buchautorin
- Saphon Mueangchomphu (* 2001), thailändischer Fußballspieler
- Saphörster-Heimbach, Sabine (* 1962), deutsche Journalistin und Ministerialbeamtin
- Saphoy, Hans († 1578), deutsch-österreichischer Steinmetzmeister der Renaissance und Dombaumeister zu St. Stephan in Wien

### Sapi
- Šapić, Aleksandar (* 1978), serbischer Wasserballspieler
- Šapić, Stefan (* 1997), serbischer Fußballspieler
- Sapieha, Adam Stefan (1867–1951), polnischer Geistlicher, Erzbischof von Krakau und Kardinal der römischen KircheAdam Stefan Sapieha (1867–1951)

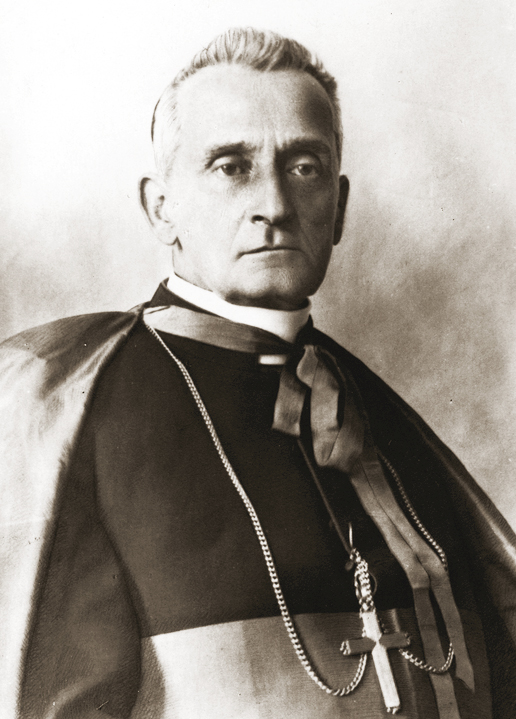
Adam Stefan Sapieha (1867–1951)

- Sapieha, Eustachy (1881–1963), polnischer Politiker, Sejmabgeordneter und Außenminister (1920–1921)
- Sapieha, Jan (1675–1730), litauischer Großhetman, russischer Feldmarschall
- Sapieha, Kazimierz Lew (1609–1656), litauischer Politiker aus der Zeit Polen-Litauens
- Sapieha, Kazimierz Nestor (1757–1798), polnischer Generaladjutant und Marschall
- Sapieha, Leon (1802–1878), ruthenischer Adliger und österreichisch-ungarischer Politiker
- Sapieha, Lew (1557–1633), polnisch-litauischer Magnat, Politiker und Kriegsherr
- Sapieha, Michael Franz Joseph von (1670–1738), königlich polnischer Senator und polnisch-sächsischer General der Kavallerie
- Sapieha, Paweł (1860–1934), polnischer Politiker und Gutsbesitzer
- Sapienza, Al (* 1962), US-amerikanischer SchauspielerAl Sapienza (* 1962)

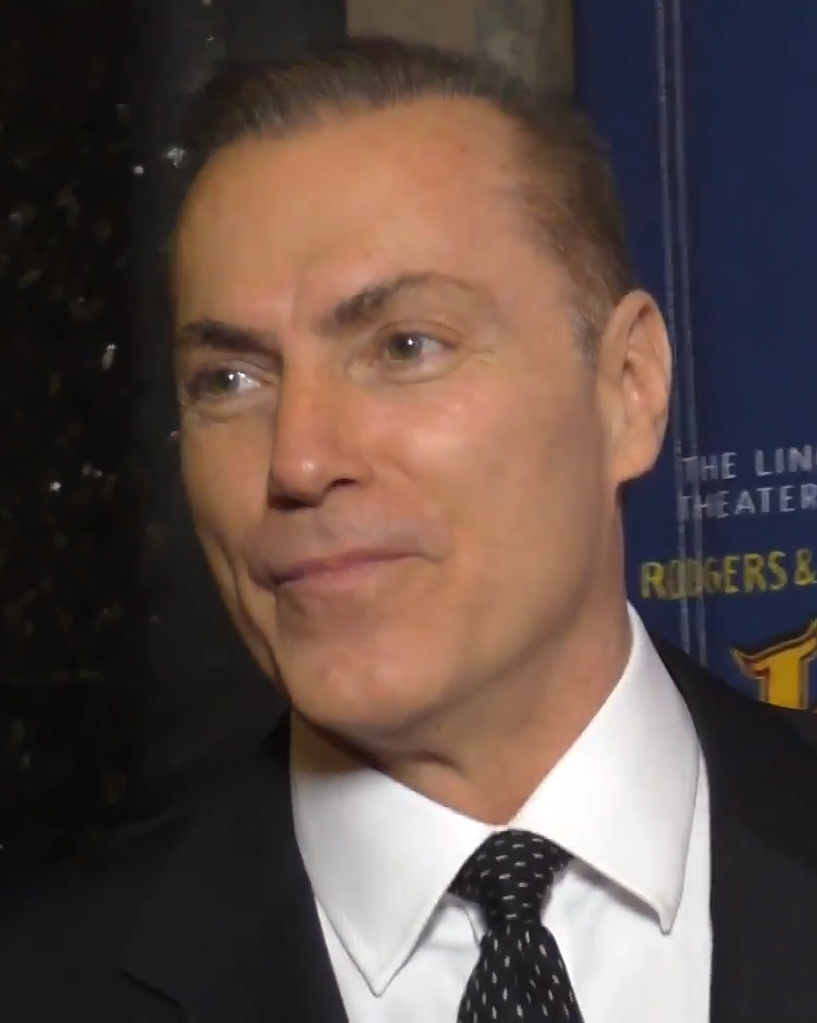
Al Sapienza (* 1962)

- Sapienza, Goliarda (1924–1996), italienische Schauspielerin und Schriftstellerin
- Sapienza, Leonardo (* 1952), katholischer Priester und italienischer Schriftsteller
- Sapieżanka, Anna Zofia (1799–1864), polnische Fürstin und Philanthropin
- Säpijew, Serik (* 1983), kasachischer Boxer
- Sapin, Mathieu (* 1974), französischer Comicautor und -zeichner
- Sapin, Michel (* 1952), französischer Politiker (PS), Mitglied der Nationalversammlung
- Šapina, Ante (* 1976), kroatischer Fußball-Wettbetrüger
- Šapina, Vinko (* 1995), deutsch-kroatischer Fußballspieler
- Sapinho, Joaquim (* 1964), portugiesischer Filmregisseur und -produzent
- Sapir, Alon (* 1994), israelischer Basketballspieler
- Sapir, André (* 1950), belgischer Wirtschaftswissenschaftler
- Sapir, Edward (1884–1939), US-amerikanischer Ethnologe und Linguist
- Sapir, Josef (1902–1972), israelischer Minister für Handel und Wirtschaft in Israel
- Sapir, Mark (1957–2022), russisch-US-amerikanischer Mathematiker
- Sapir, Pinchas (1906–1975), israelischer Politiker der Arbeitspartei und Minister
- Sapira, Irina (* 1944), österreichische Dolmetscherin und Schriftstellerin
- Sapiro, Aaron (1884–1959), US-amerikanischer Rechtsanwalt und landwirtschaftlicher Genossenschaftler
- Sapiro, Gisèle (* 1965), französische Soziologin

### Sapk
- Šapka, Kęstutis (* 1949), litauischer Hochspringer
- Sapko, Henryk (* 1952), polnischer Leichtathlet
- Sapkowski, Andrzej (* 1948), polnischer SchriftstellerAndrzej Sapkowski (* 1948)

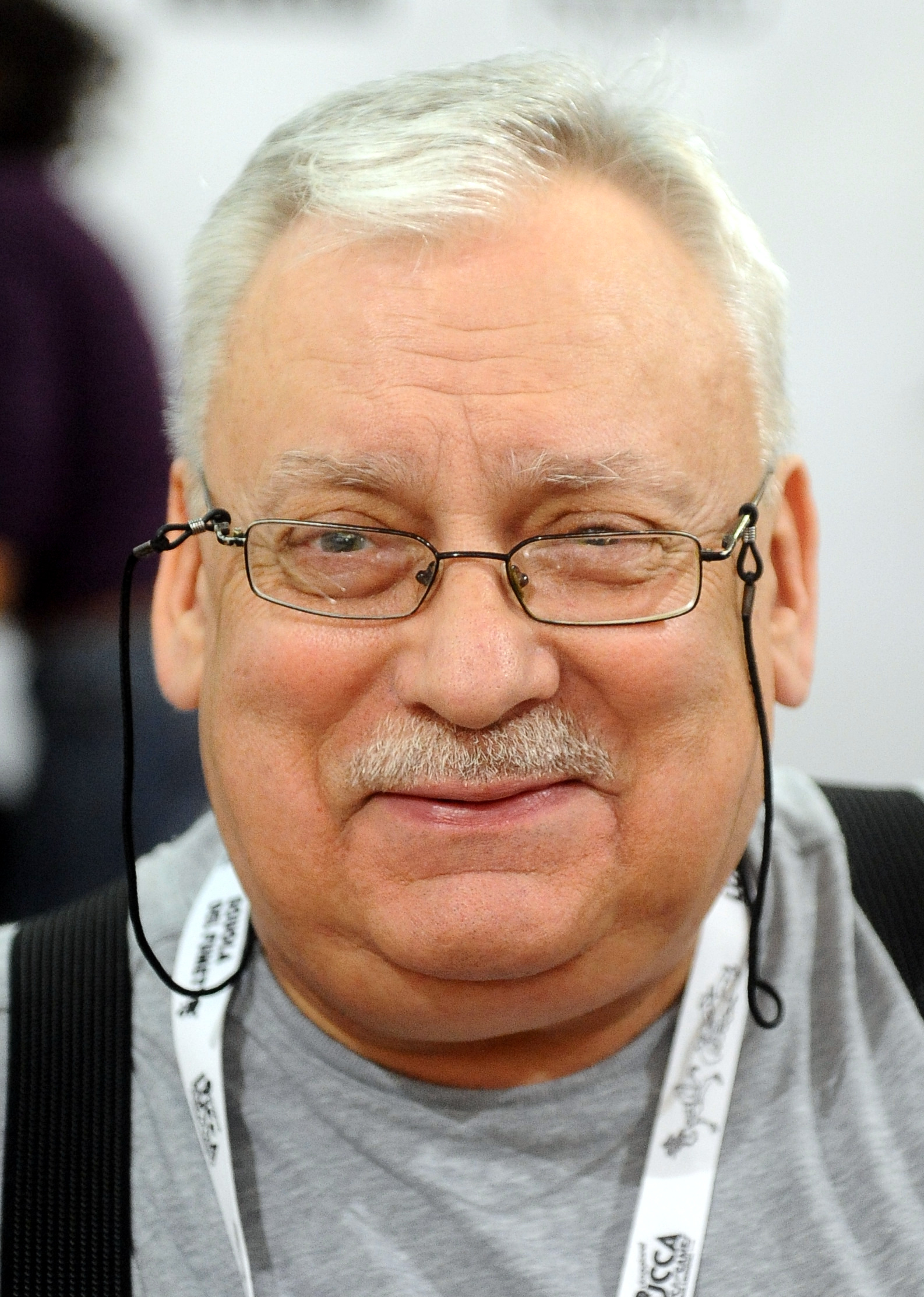
Andrzej Sapkowski (* 1948)

- Sapkulchananart, Poompat (* 1983), thailändischer Badmintonspieler

### Sapl
- Sapl, Josef (1862–1925), österreichischer Orgelbauer
- Sapletta, Johann (1853–1918), deutscher Landwirt und Politiker (Zentrum), MdR
- Saplinow, Alexander Jurjewitsch (* 1997), russischer Fußballspieler

### Sapm
- Sapma, Dominicus (1586–1635), reformierter Theologe (Remonstrant)

### Sapo
- Sapochnik, Miguel, britischer Film- und Fernsehregisseur
- Šapoka, Vilius (* 1978), litauischer Finanzmanager, Leiter der nationalen Wertpapierbehörde VPK
- Sapolskaja, Ljubow Nikolajewna (1871–1943), russisch-sowjetische Mathematikerin und Hochschullehrerin
- Sapolsky, Robert (* 1957), amerikanischer Neuroendokrinologe und HochschullehrerRobert Sapolsky (* 1957)

Robert Sapolsky (* 1957)

- Saponangelo, Teresa (* 1973), italienische Schauspielerin
- Saponara, Riccardo (* 1991), italienischer Fußballspieler
- Sapone, Natale (1920–2002), italienisch-schweizerischer Maler, Zeichner, Grafiker, Bildhauer und Designer der konkreten Kunst
- Sapong, C. J. (* 1988), US-amerikanischer Fußballspieler
- Sapong, Zarinae (* 1998), Sprinterin von den Nördlichen Marianen
- Šaponjić, Aleksa (* 1992), serbischer Wasserballspieler
- Šaponjić, Ivan (* 1997), serbischer Fußballspieler
- Sapori, Armando (1892–1976), italienischer Historiker
- Saporiti, Cayetano (1887–1954), uruguayischer Fußballspieler
- Saporiti, Roberto (* 1939), argentinischer Fußballspieler
- Saporito, Michael (* 1962), US-amerikanischer römisch-katholischer Geistlicher und Weihbischof in Newark
- Saporoschanowa, Hanna (* 1979), ukrainische Tennisspielerin
- Saporoschez, Pjotr Kusmitsch (1873–1905), Mitglied der revolutionären Bewegung in Russland
- Saporoschski, Makar Wiktorowitsch (* 1989), russischer Schauspieler
- Saporta, Friedrich von (1794–1853), bayerischer Generalmajor
- Saporta, Gabe (* 1979), uruguayischer Sänger
- Saporta, Gaston de (1823–1895), französischer Paläobotaniker
- Saporta, Raimundo (1926–1997), spanischer Sportfunktionär
- Saposchnikow, Alexander (* 1989), russischer Crosslauf-Sommerbiathlet
- Saposchnikow, Andrei Wiktorowitsch (* 1971), russischer Eishockeyspieler
- Saposchnikow, Pawel Flegontowitsch (1897–1937), sowjetischer Philosoph
- Saposchnikowa, Nadeschda Michailowna (1877–1942), russische bzw. sowjetische Malerin und Mäzenin
- Sapovius, Christoph († 1710), Bildhauer in Danzig und Berlin
- Sapowicz, Bérangère (* 1983), französische Fußballspielerin

### Sapp
- Sapp, Betty J. (* 1955), US-amerikanische Direktorin des National Reconnaissance Office
- Sapp, Bob (* 1973), US-amerikanischer Kickboxer, Mixed-Martial-Arts-Kämpfer, Wrestler, Schauspieler und ehemaliger American-Football-SpielerBob Sapp (* 1973)

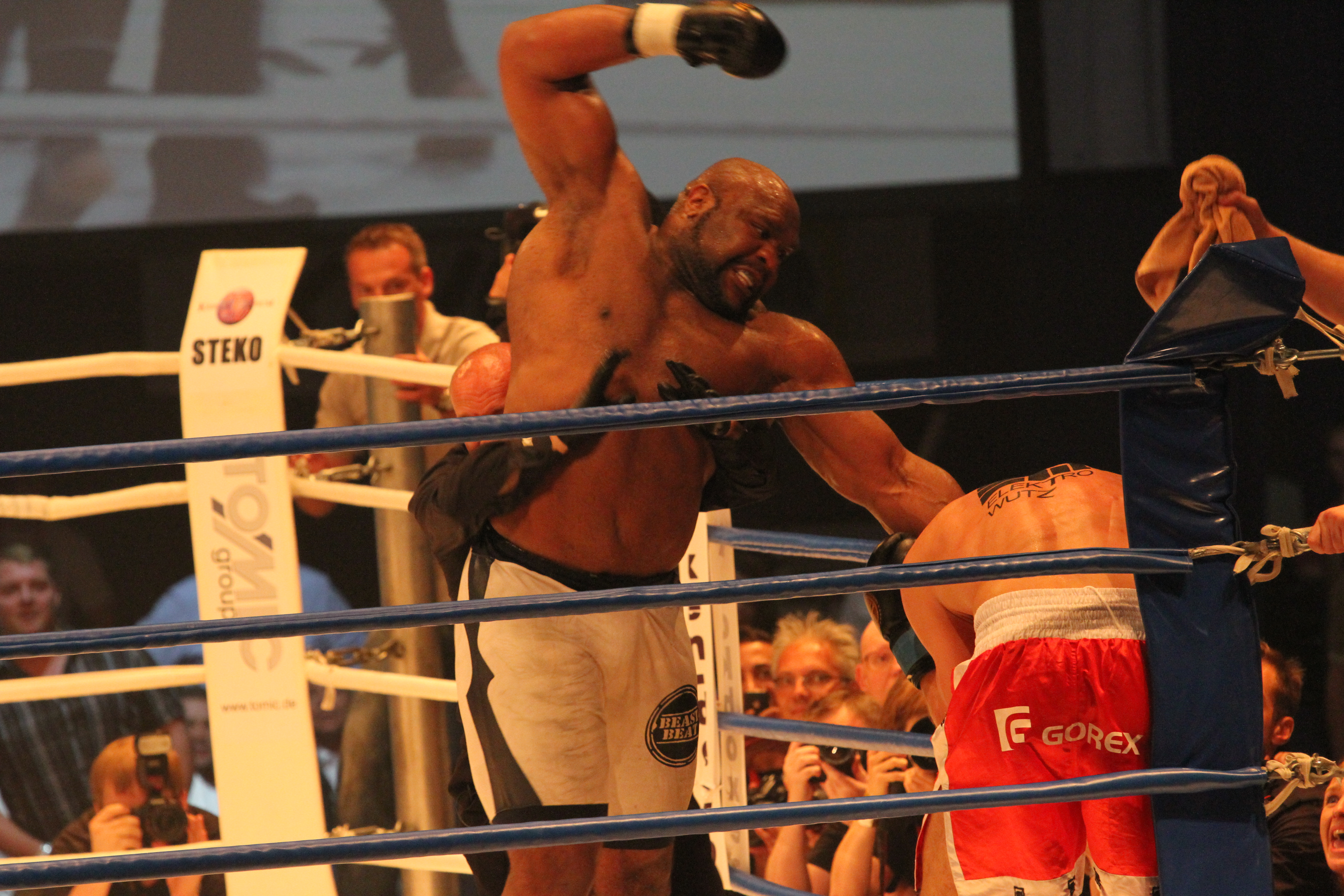
Bob Sapp (* 1973)

- Sapp, Warren (* 1972), US-amerikanischer Footballspieler und TV-Kommentator
- Sapp, William Fletcher (1824–1890), US-amerikanischer Politiker
- Sapp, William R. (1804–1875), US-amerikanischer Politiker
- Sappas, Iason (* 1892), griechischer Sportschütze
- Sappel, Anton (* 1886), deutscher Schauspieler und Sänger
- Sappelt, Luisa (* 1993), deutsche Schauspielerin
- Sapper, Agnes (1852–1929), deutsche Schriftstellerin
- Sapper, Eugen (1858–1912), deutscher Chemiker
- Sapper, Karl (1866–1945), deutscher Reisender, Sammler, Antiquar und Linguist
- Sapper, Manfred (* 1962), deutscher Politikwissenschaftler und Chefredakteur
- Sapper, Richard (1932–2015), deutscher Industrie- und Produktdesigner
- Sapper, Theodor (1905–1982), österreichischer Schriftsteller
- Sappeur, Hans (1897–1987), Schweizer Politiker (LdU)
- Sapphire (* 1950), US-amerikanische Schriftstellerin
- Sappho, griechische Dichterin der AntikeSappho

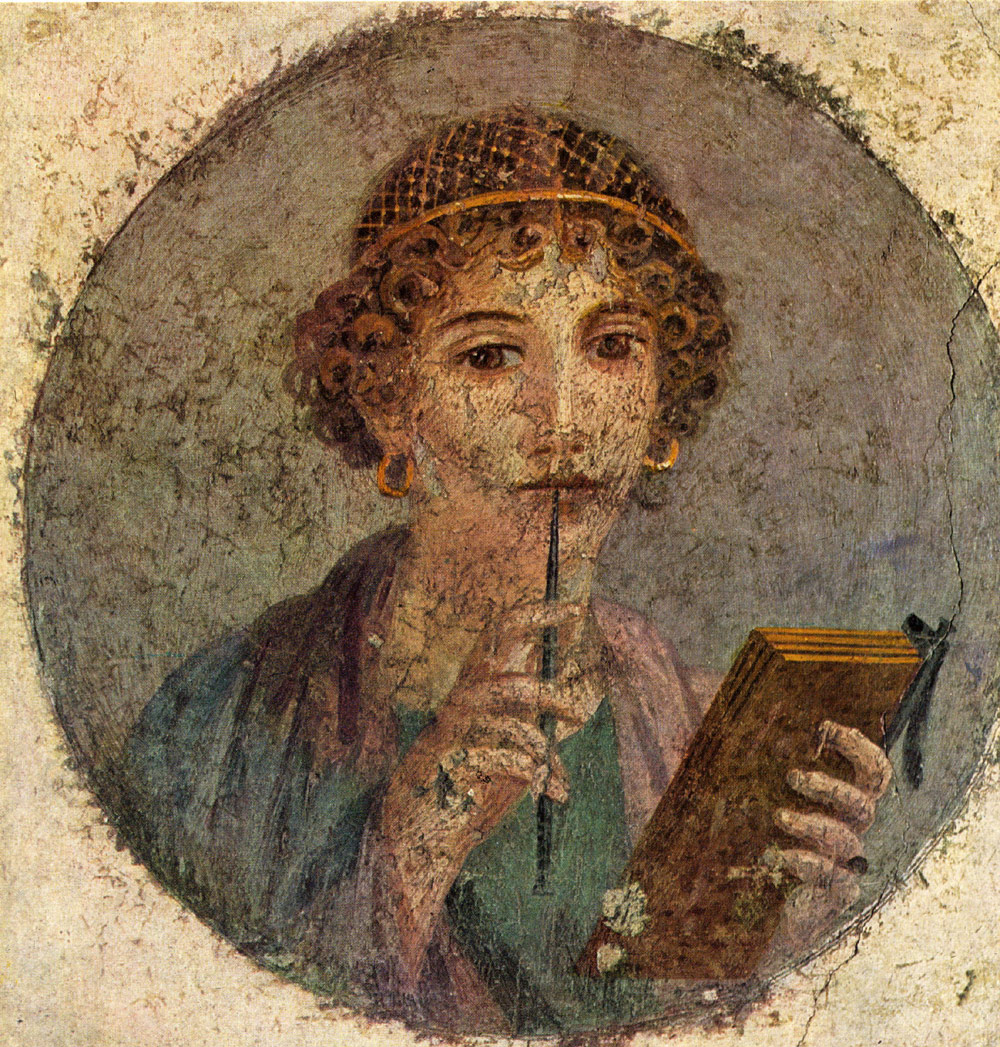
Sappho

- Sappho-Maler, attisch-schwarzfiguriger Vasenmaler
- Sappidis-Chatzetoglou, Rafail (* 1995), deutscher Kampfsportler des Grapplings, Brazilian Jiu Jitsu und Ringens
- Sappinen, Rauno (* 1996), estnischer Fußballspieler
- Sappl, Evi (* 1947), deutsche Eisschnellläuferin
- Sappler, Paul (1939–2010), deutscher Mediävist und Hochschullehrer
- Sappleton, Aldwyn (* 1981), jamaikanischer Sprinter
- Sappok, Christian (* 1941), deutscher Slawist
- Sappok, Gerhard (1908–1944), deutscher Historiker
- Sappok, Uli (* 1960), deutscher Mediziner sowie Experimental- und Dokumentarfilmer
- Sappuhn, Georg Heinrich (1659–1721), deutscher Pfarrer und Lehrer

### Sapr
- Sapricius, oströmischer Heermeister
- Saprikin, Pavel (* 1990), usbekischer E-Sportler
- Sapritch, Alice (1916–1990), französische Schauspielerin und SängerinAlice Sapritch (1916–1990)

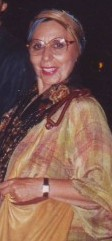
Alice Sapritch (1916–1990)

- Saprjanow, Dimitar (* 1960), bulgarischer Judoka
- Saprjanow, Petar (* 1959), bulgarischer Sportschütze
- Saproņenko, Jevgēņijs (* 1978), lettischer Turner
- Sapronow, Oleg (* 1970), russischer Handballspieler
- Sapronow, Timofei Wladimirowitsch (1887–1937), Leiter Gruppe des "Demokratischen Zentralismus" in der frühen Phase der Sowjetunion
- Saprykin, Alexander Michailowitsch (1946–2021), sowjetischer Volleyballspieler
- Saprykin, Oleg Dmitrijewitsch (* 1981), russischer Eishockeyspieler

### Saps
- Sapsford, Danny (* 1969), britischer Tennisspieler

### Sapu
- Săpunaru, Cristian (* 1984), rumänischer Fußballspieler
- Sapunow, Danylo (* 1982), ukrainischer Triathlet
- Sapunow, Gennadi Andrejewitsch (1938–2023), sowjetischer Ringer und Trainer
- Sapunow, Nikolai Nikolajewitsch (1880–1912), russischer Maler und Bühnenbildner
- Saputo, Lino (* 1937), kanadischer Unternehmer
- Saputra, Albert (* 1990), indonesischer Badmintonspieler
- Saputra, Frederick (* 1996), indonesischer Stabhochspringer
- Saputra, Hendri Kurniawan (* 1981), indonesisch-singapurischer Badmintonspieler
- Saputra, Widya (* 1985), indonesische Fernsehmoderatorin
- Saputro, Rian Agung (* 1990), indonesischer Badmintonspieler

### Sapw
- Sapwaturrahman (* 1994), indonesischer Weitspringer